# خوسيه لويس رودريغيز فيليز
خوسيه لويس رودريغيز فيليز (بالإسبانية: José Luis Rodríguez Vélez)‏ هو موزع وملحن بنمي، ولد في 12 مارس 1915 في سانتياغو دي فيراغواس في بنما، وتوفي في 21 ديسمبر 1984 في بنما في بنما.